# Ровеј (Њу Џерзи)
Ровеј (енгл. Rahway) град је у америчкој савезној држави Њу Џерзи. По попису становништва из 2010. у њему је живело 27.346 становника.

## Демографија
Према попису становништва из 2010. у граду је живело 27.346 становника, што је 846 (3,2%) становника више него 2000. године.
| Група             | 2000.          | 2010.          |
| Белци             | 14.099 (53,2%) | 11.013 (40,3%) |
| Афроамериканци    | 7.173 (27,1%)  | 8.457 (30,9%)  |
| Азијати           | 950 (3,6%)     | 1.175 (4,3%)   |
| Хиспаноамериканци | 3.675 (13,9%)  | 6.433 (23,5%)  |
| Укупно            | 26.500         | 27.346         |